# Anne Dirix
Anne Dirix (Etterbeek, 2 december 1949) is een Belgisch politica van Ecolo.

## Levensloop
Dirix werd beroepshalve directiesecretaresse.
Voor de politieke partij Ecolo was ze van 1994 tot 2012 gemeenteraadslid van Watermaal-Bosvoorde, waar ze van 2001 tot 2009 schepen was.
Van 2009 tot 2014 was ze tevens lid van het Brussels Hoofdstedelijk Parlement.